# 龙康侯
龙康侯（1912年—1994年），男，湖南攸县人，中国有机化学家、化学教育家，曾任华南工学院教授，中山大学化学系系主任、教授。